# Indhu Rubasingham
Indhu Rubasingham (Sheffield, 1970) è una regista teatrale e direttrice artistica britannica.

## Biografia
Indhu Rubasingham è nata in una famiglia tamil cingalese a Sheffield e ha studiato teatro all'Università di Hull.
Dopo aver conseguito la laurea, ha esordito nel mondo dello spettacolo come assistente regista di Mike Leigh al Theatre Royal Stratford East di Londra e negli anni successivi ha diretto allestimenti di opere teatrali a Birmingham, Londra e Chichester, dirigendo una giovane Emily Blunt in Romeo e Giulietta nel 2002. Particolarmente apprezzata per la sua regia di drammaturgie statunitensi contemporanee, Rubasingham ha stretto un proficuo sodalizio artistico con Ayad Akhtar e ha diretto le prime londinesi dei drammi Premi Pulitzer Anna in the Tropics (Hampstead Theatre, 2004) e Ruined (Almeida Theatre, 2010).
Nel 2012 è diventata la direttrice artistica del Tricycle Theatre di Londra e nei suoi undici anni alla guida del teatro ha supervisionato un'importante opera di ristrutturazione dell'edificio, ribattezzato Kiln Theatre. Nel periodo della sua direzione, il teatro si è affermato tra i maggiori dell'Off-West End londinese, contribuendo all'affermazione di Florian Zeller nel mondo anglosassone e promuovendo l'opera di drammaturghi di colore. Il teatro ha infatti ospitato i primi allestimenti londinesi de Il padre e Il figlio di Zeller (entrambi poi riproposti nel West End), così come il dramma di Lolita Chakrabarti Red Velvet, poi rappresentato anche nel West End londinese e a New York. Nel periodo della sua direzione artistica, il teatro ha vinto due Premi Laurence Olivier.
Nel giugno 2023 ha lasciato la carica al Kiln Theatre dopo quasi dodici anni e nel 2025 segue a Rufus Norris come direttrice artistica del National Theatre, diventando la prima donna a ricoprire questo incarico.